# Альхараке
Альхараке (ісп. Aljaraque) — муніципалітет в Іспанії, у складі автономної спільноти Андалусія, у провінції Уельва. Населення — 18 443 особи (2010).
Муніципалітет розташований на відстані близько 450 км на південний захід від Мадрида, 6 км на захід від Уельви.
На території муніципалітету розташовані такі населені пункти: (дані про населення за 2010 рік)
- Альхараке: 10446 осіб
- Корралес: 2858 осіб
- Бельявіста: 3551 особа
- Дееса-Гольф: 1588 осіб

## Демографія
Динаміка населення (INE ):

## Галерея зображень

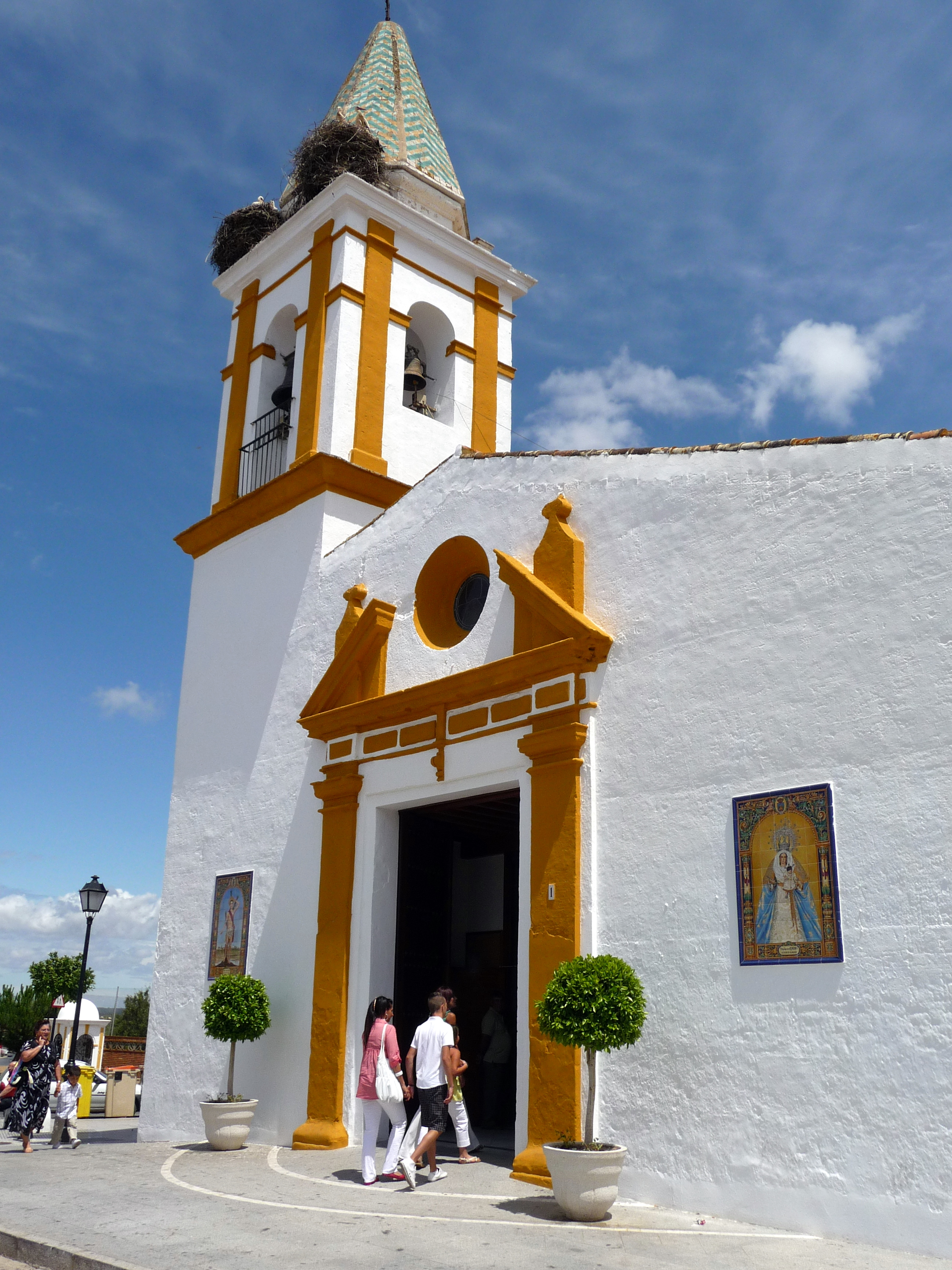
Парафіяльна церква Нуестра-Сеньйора-де-лос-Ремедіос